# Kata (vesnice)
Kata je vesnice v estonském kraji Harjumaa, samosprávně patřící do obce Kose.

## Pamětihodnosti
Do současného katastru vesnice patří podstatná část jednak Tuhalského krasu, jednak někdejšího tuhalského panství, díky čemuž jsou na území vesnice soustředěny početné pamětihodnosti přírodní i kulturní.
Z přírodních výtvorů Tuhalského krasu na území Katy je nejznámější Tuhalská čarodějná studna, významná je však rovněž Virulaská jeskyně (Virulase koobas), která je nejdelší průleznou jeskyní v Estonsku, ponor řeky Tuhaly zvaný Ämmaauk („Tchýní díra“) a v roce 1972 nově vzniklý vedlejší ponor, který byl nazván Äiaauk („Tchání díra“).
Z kulturních pamětihodností je možno jmenovat tuhalský kostel a hřbitov či pamětním kamenem označené místo někdejší tuhalské obecní školy.

## Galerie

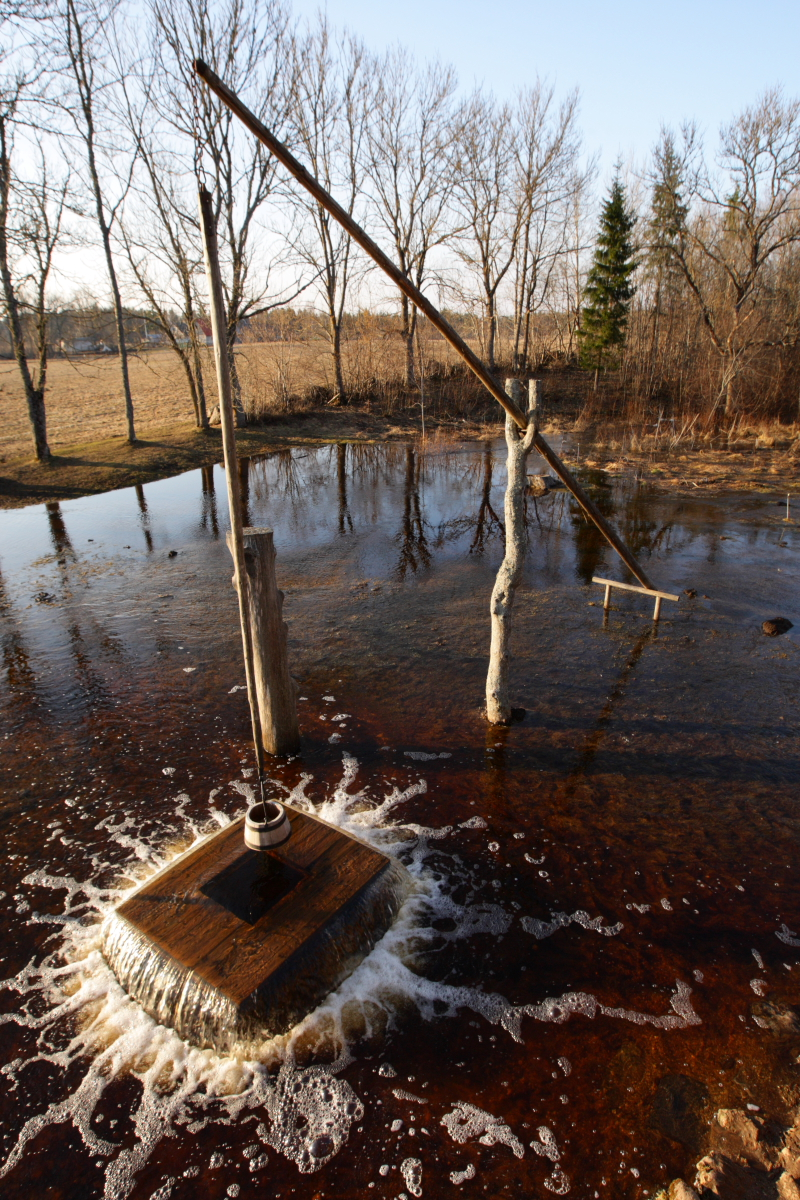
Tuhalská čarodějná studna
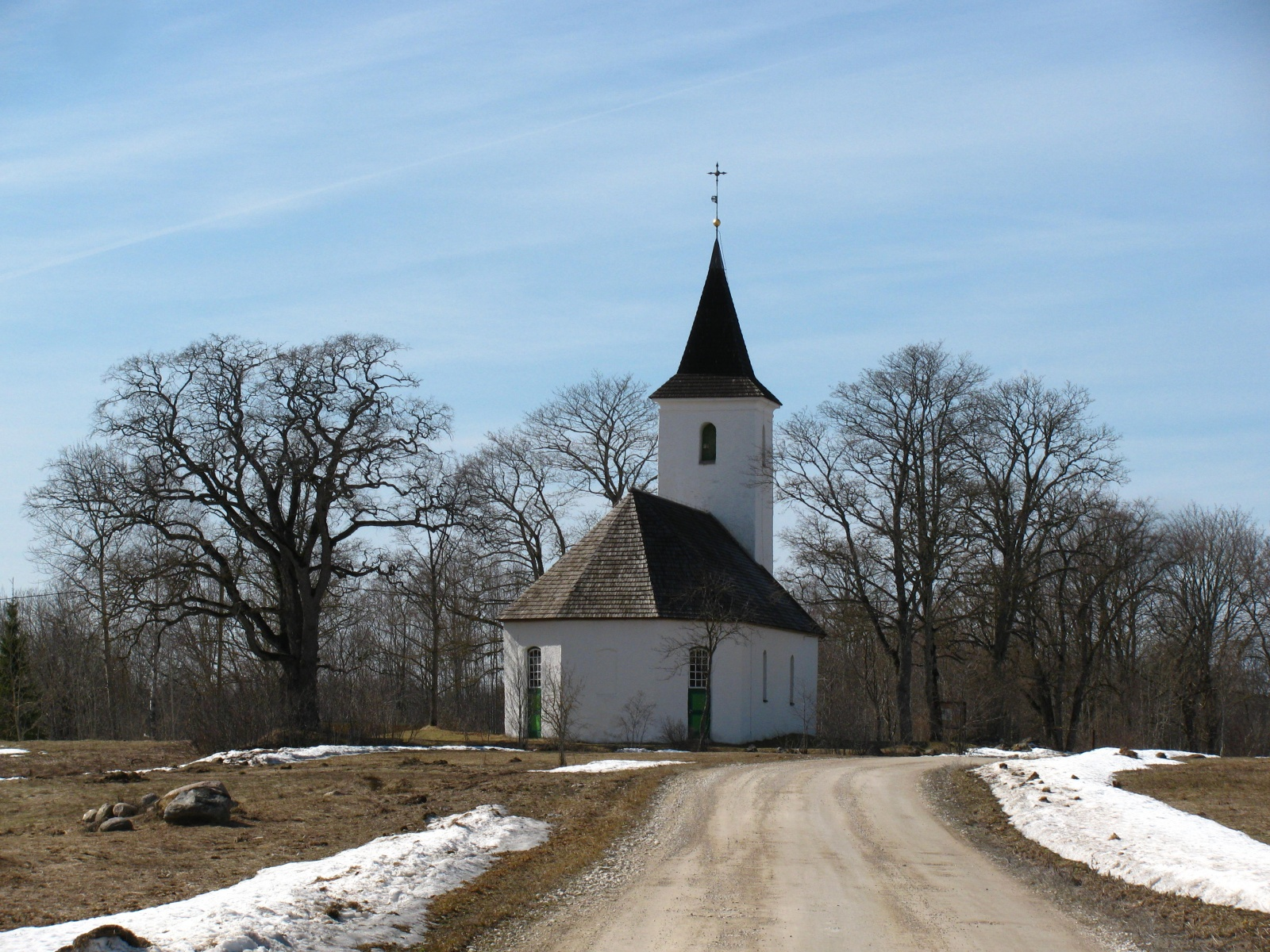
Tuhalský kostel
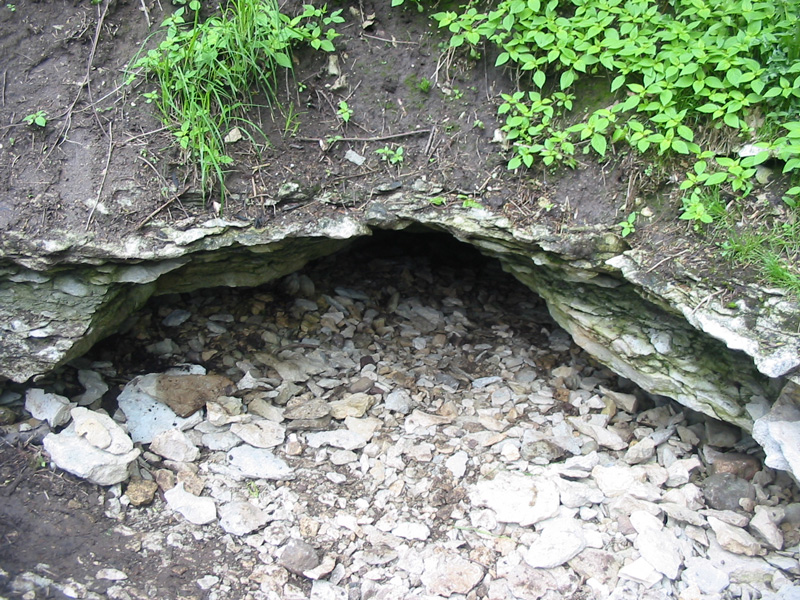
Virulaská jeskyně
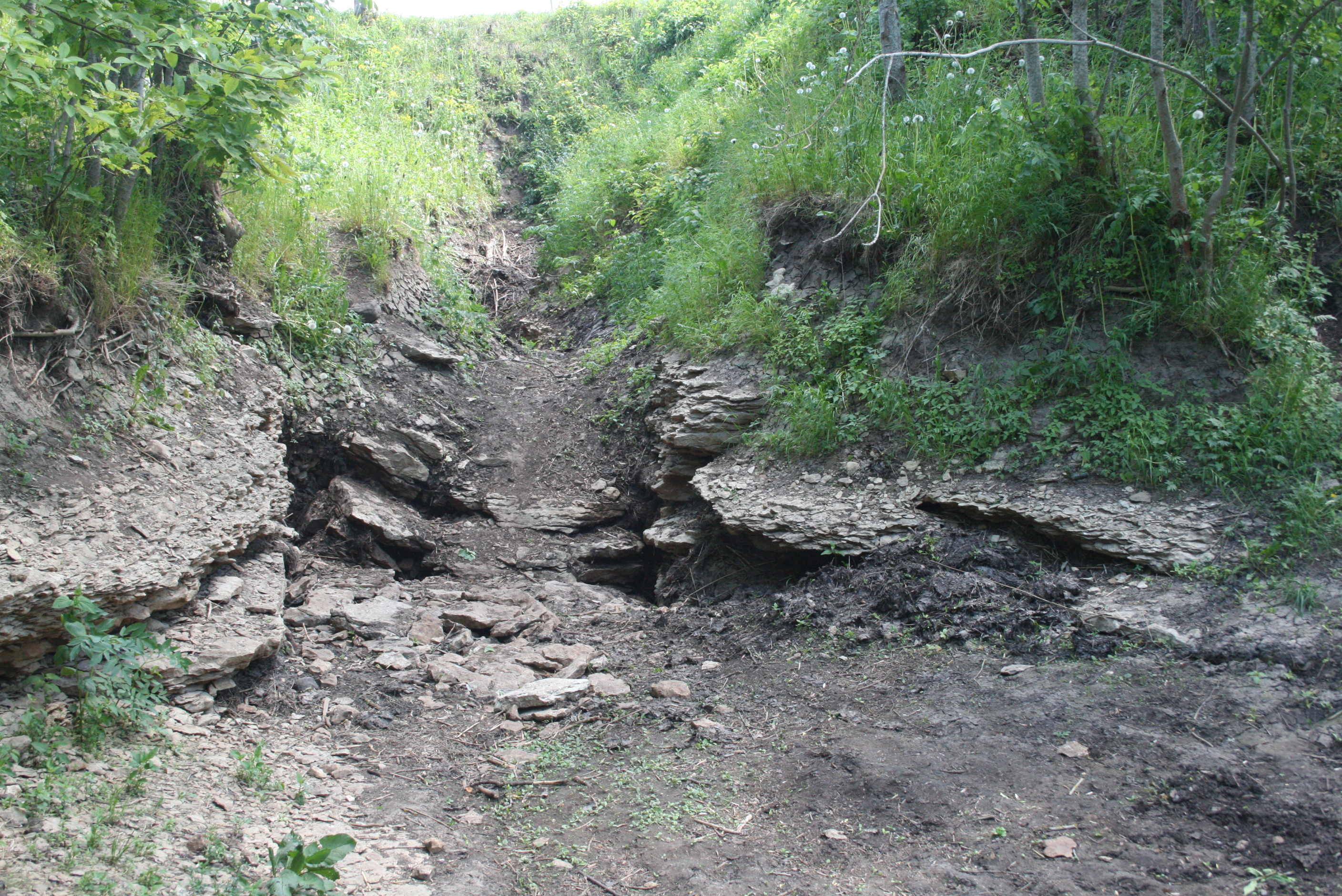
Tchýní díra
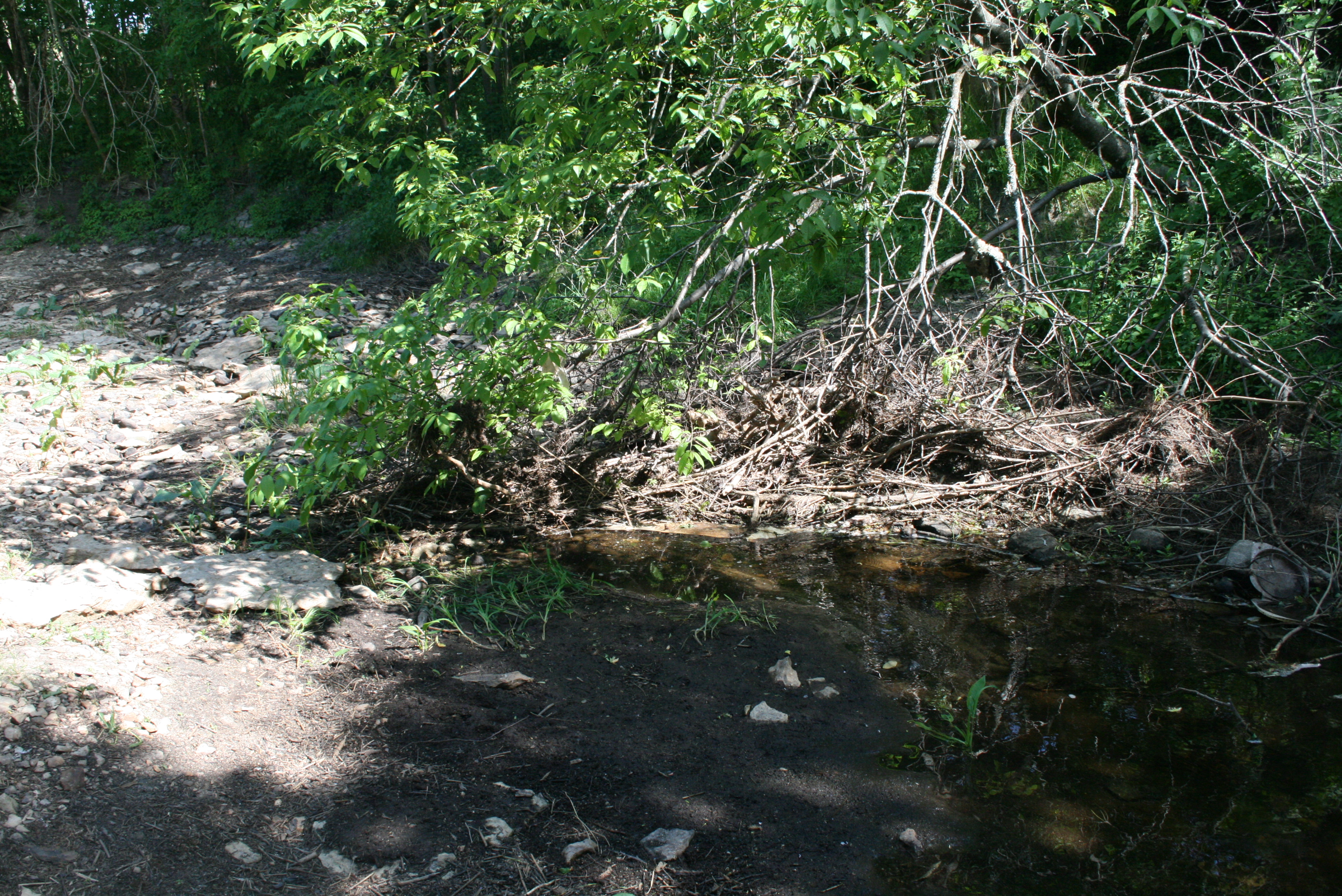
Tchání díra
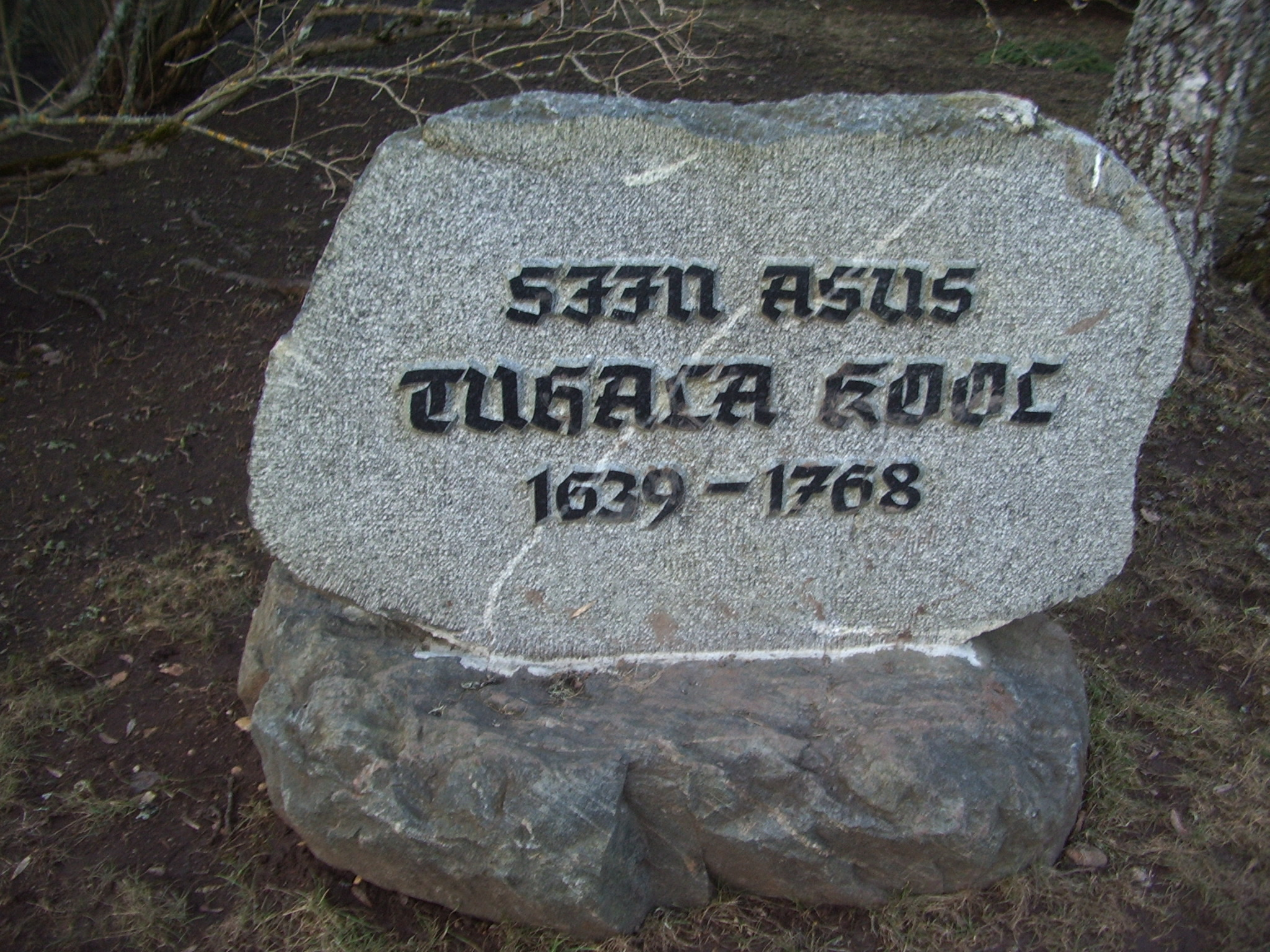
Pamětní kámen tuhalské školy